# Will Skaggs
Will L. Skaggs (Monroe County (West Virginia), 30 oktober 1858 – St. Marys (West Virginia), 19 oktober 1935) was een Amerikaans componist en dirigent.

## Levensloop
Skaggs studeerde aan het Flemington College en stichtte en dirigeerde sinds 1878 verschillende harmonieorkesten in West Virginia, Virginia, Kentucky en North Carolina. Als componist schreef hij vooral marsmuziek en werken voor het lichtere genre.

## Composities

### Werken voor harmonieorkest
- 1916 Pretziosa
- 1917 Symbol of Honor
- 1920 American Legions
- 1921 The Bandman's Delight
- 1922 American Federation
- 1923 Daughters of the Elm
- 1924 The Rippling Ruby
- 1925 Poinsettia
- 1931 Honor Roll
- Coast Guard
- De Alma's Quick Step
- Fort Ethen Allen
- Shady Sue-Cake Walk
- The Federal Guards
- The Golden Age
- The Graham Grays
- The King Bee
- The Loyal American
- The Moose
- The School Band Favorite